# Manilai nektármadár
A manilai nektármadár (Leptocoma sperata) a madarak osztályának a verébalakúak (Passeriformes) rendjébe, ezen belül a nektármadárfélék (Nectariniidae) családjába tartozó nem.

## Rendszerezése
A fajt Carl von Linné svéd természettudós írta le 1766-ban, a Certhia nembe Certhia sperata néven. Sorolták a Nectarinia nembe Nectarinia sperata néven is.

## Alfajai
- Leptocoma sperata henkei (A. B. Meyer, 1884) - Luzon északi része
- Leptocoma sperata sperata (Linnaeus, 1766) - Luzon középső és déli része, valamint Polillo, Marinduque és Catanduanes szigetek
- Leptocoma sperata trochilus (Salomonsen, 1953) - a Fülöp-szigetek nyugati, középső és déli szigetei (Samar, Bohol, Cebu, Leyte, Negros, Mindoro)
- Leptocoma sperata juliae (Tweeddale, 1877) - Mindanao nyugati és déli része és a Sulu-szigetek [2]

## Előfordulása
Indonézia és a Fülöp-szigetek területén honos. Természetes élőhelyei a szubtrópusi és trópusi síkvidéki esőerdők és mangroveerdők, valamint ültetvények.

## Megjelenése
Testhossza 10 centiméter.

## Természetvédelmi helyzete
Az elterjedési területe nagyon nagy, egyedszám pedig stabil. A Természetvédelmi Világszövetség Vörös listáján nem fenyegetett fajként szerepel.